# Vamo
Vamo és una concentració de població designada pel cens dels Estats Units a l'estat de Florida. Segons el cens del 2000 tenia 5.285 habitants.

## Demografia
Segons el cens del 2000, Vamo tenia 5.285 habitants, 2.516 habitatges, i 1.335 famílies. La densitat de població era de 1.152,9 habitants/km².
Dels 2.516 habitatges en un 16,5% hi vivien nens de menys de 18 anys, en un 42,4% hi vivien parelles casades, en un 7,5% dones solteres, i en un 46,9% no eren unitats familiars. En el 38,7% dels habitatges hi vivien persones soles el 17,7% de les quals corresponia a persones de 65 anys o més que vivien soles. El nombre mitjà de persones vivint en cada habitatge era d'1,92 i el nombre mitjà de persones que vivien en cada família era de 2,52.
Per edats la població es repartia de la següent manera: un 13,4% tenia menys de 18 anys, un 5,9% entre 18 i 24, un 25% entre 25 i 44, un 21,2% de 45 a 60 i un 34,5% 65 anys o més.
L'edat mediana era de 50 anys. Per cada 100 dones de 18 o més anys hi havia 77,2 homes.
La renda mediana per habitatge era de 45.945 $ i la renda mediana per família de 53.041 $. Els homes tenien una renda mediana de 39.030 $ mentre que les dones 27.800 $. La renda per capita de la població era de 32.068 $. Entorn del 4,1% de les famílies i el 5,6% de la població estaven per davall del llindar de pobresa.

## Poblacions més properes
El següent diagrama mostra les poblacions més properes.